# Spatula cyanoptera
El pato colorado (Spatula cyanoptera anteriormente Anas cyanoptera), llamado también cerceta colorada (en Perú), cerceta canela, cerceta castaña,  pato canelo o pato acanelado,  es una especie de ave endémica de América. No se debe confundir con el otro pato colorado (Netta rufina). Su área de distribución geográfica abarca desde el sur de Canadá hasta Tierra del Fuego. También está presente en las Islas Malvinas.
Es de tamaño mediano a grande, de entre 38 y 43 cm de largo total, con un largo de ala de 19 cm, y un peso total de entre 350 y 400 g.
Es parecido al pato pico cuchara (Spatula platalea), incluso en su diseño alar, dado que también presenta cubierta celeste con faja blanca en el ala, y escapulares verdosas, así como patas amarillas. Pero el pico es algo menor (aunque también es negro, como en Spatula platalea). El macho es bien rufo o colorado, y su iris es rojo. La hembra también es similar a la de Spatula platalea, pero de color algo más canela.
Vive en lagunas, lagos de agua dulce (pero básica) y costas marinas, hasta los 4600 m s. n. m. Es omnívoro; se alimenta de semillas, plantas, insectos y moluscos acuáticos.
Nidifica cerca del agua, haciendo su nido donde la vegetación es baja, y pone de nueve a diez huevos, cuya incubación tarda aproximadamente veinticuatro días. Los machos son territoriales.

## Subespecies
Son cinco subespecies, que se describen a continuación:
- Spatula cyanoptera borreroi, cerceta colorada Borrero: Es la subespecie más pequeña y sólo vive en la sierra colombiana, con un número de individuos estimado en menos de doscientas cincuenta ejemplares, actualmente quizás extinta.[cita requerida]
- Spatula cyanoptera cyanoptera, cerceta colorada argentina: Es la subespecie más grande; nidifica en Perú, Bolivia y Chile, y frecuenta los humedales de la sierra y de la costa, hasta el sur de Argentina y en las Islas Malvinas. Se la llama pato colorado argentino.
- Spatula cyanoptera orinomus, cerceta colorada andina: Es la subespecie de la Cordillera de los Andes, en Perú y Bolivia.
- Spatula cyanoptera septentrionalium, cerceta colorada del norte: Es nativa de América del Norte (Estados Unidos).
- Spatula cyanoptera tropica, cerceta colorada tropical.

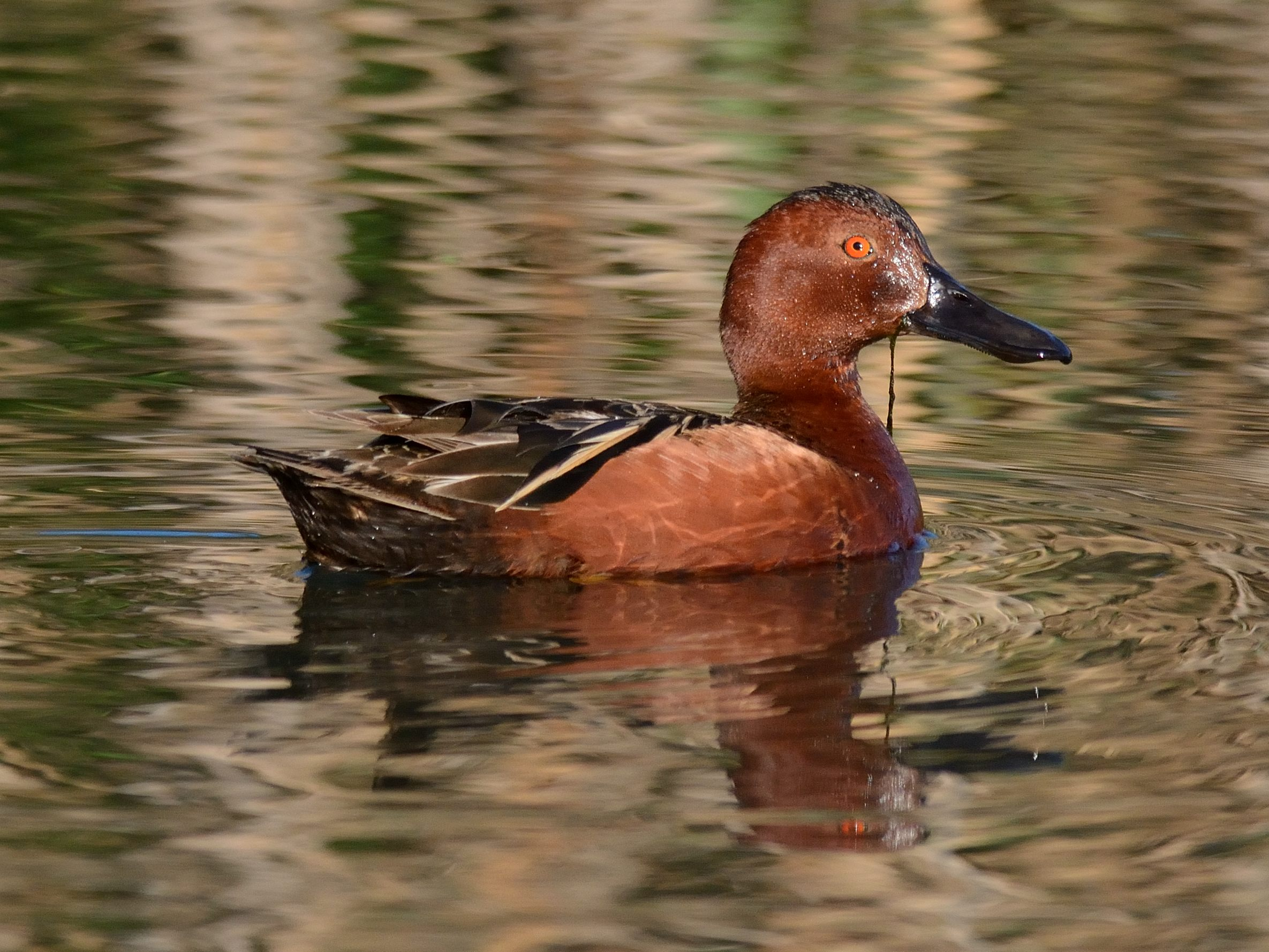
Pato colorado macho, Concepción, Chile

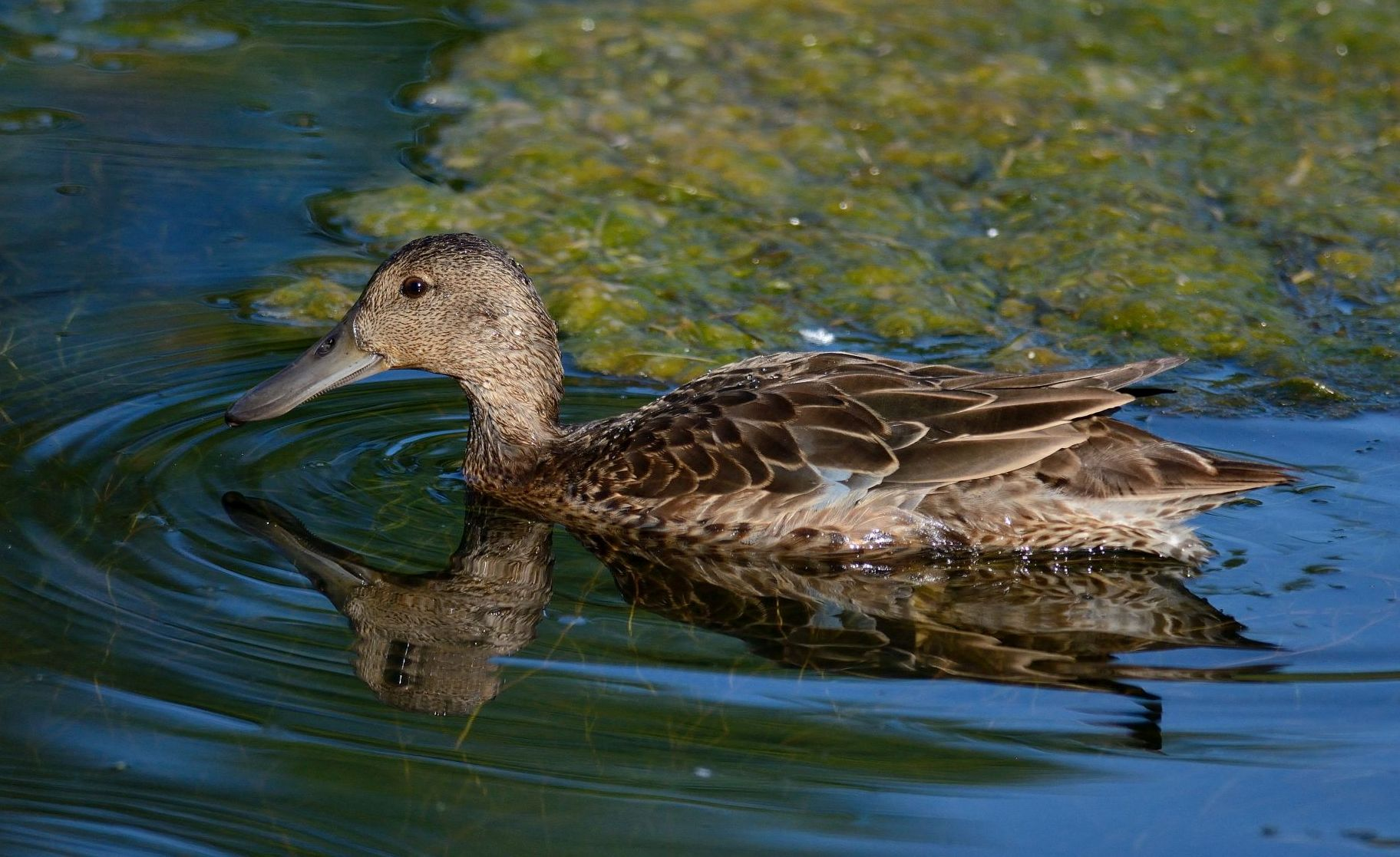
Pato Colorado Hembra, Concepción, Chile